# Crisis lingüística de Lovaina

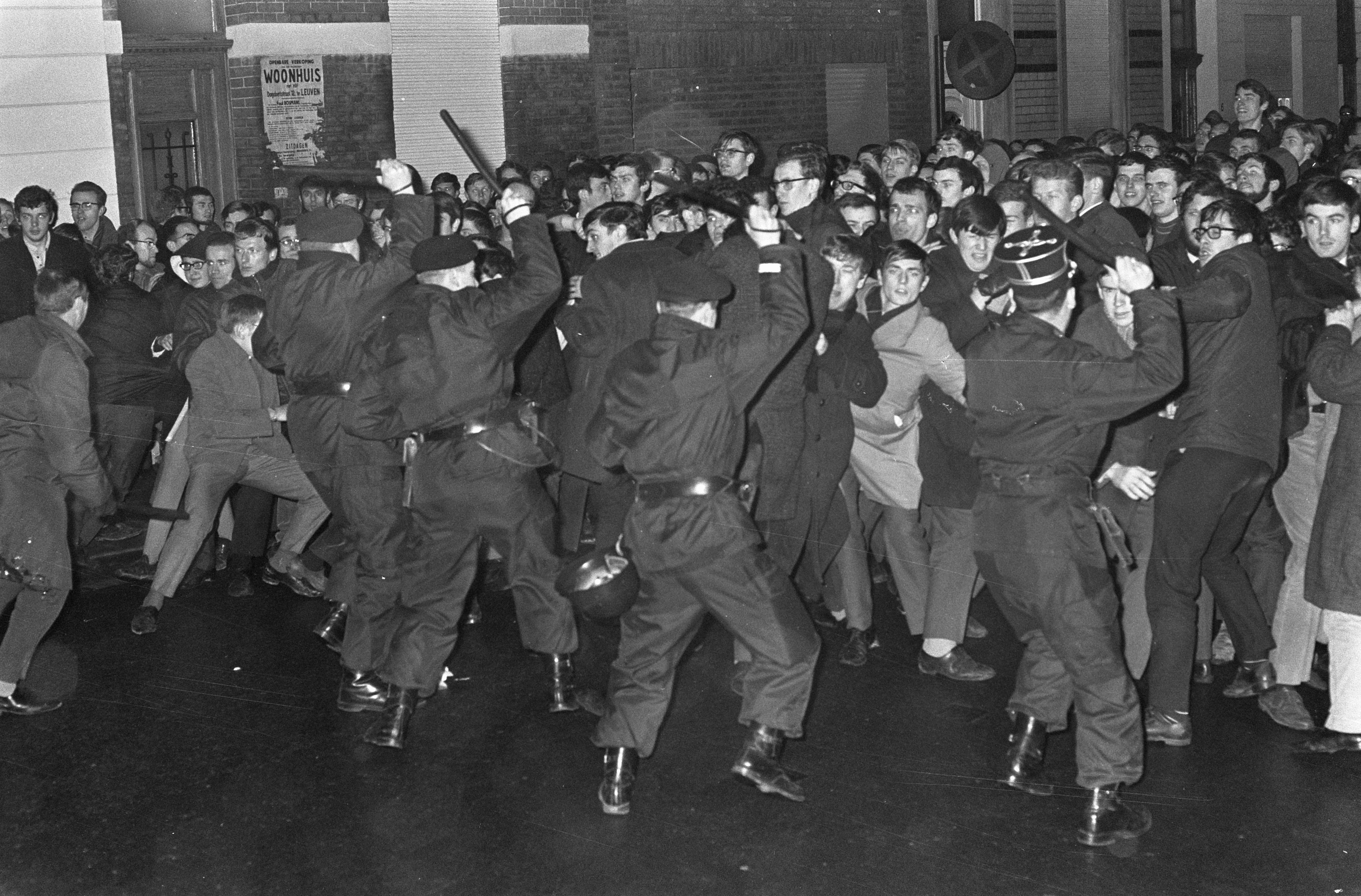
Huelga de estudiantes nacionalistas flamencos en Lovaina. La multitud fue dispersada brutalmente por la policía frente a la prisión (18 de enero de 1968).

La crisis lingüística de Lovaina, conocida hoy en día por los flamencos con el eslogan contemporáneo "Leuven Vlaams" (en español: Lovaina flamenca) y recordada por los belgas francófonos con la consigna flamenca Walen buiten! (en neerlandés, '¡los valones fuera!'), fue una crisis política que sacudió Bélgica entre el 5 de noviembre de 1967 y el 31 de marzo de 1968. La crisis se desató cuando estudiantes flamencos se manifestaron en Lovaina para exigir que la Universidad Católica de Lovaina, una de las principales universidades de Bélgica se hiciera monolingüe, llevando pancartas en las que se leía "Fuera valones" (Walen buiten) y "Lovaina flamenca" (Leuven Vlaams), lo que escandalizó a muchos conservadores francófonos. 
La crisis sacudió la política belga y provocó la caída del gobierno de Paul Vanden Boeynants. Marcó una escalada de la tensión lingüística en Bélgica después de la Segunda Guerra Mundial y tuvo consecuencias duraderas para otras instituciones bilingües en Bélgica, tanto universitarias como políticas. Esta crisis fue así uno de los factores que llevó a que en 1970 se produjera la primera de varias reformas estatales, que marcó el inicio de la transición de Bélgica a un Estado federal.  

## Contexto y crisis

### Identidades lingüísticas en Bélgica

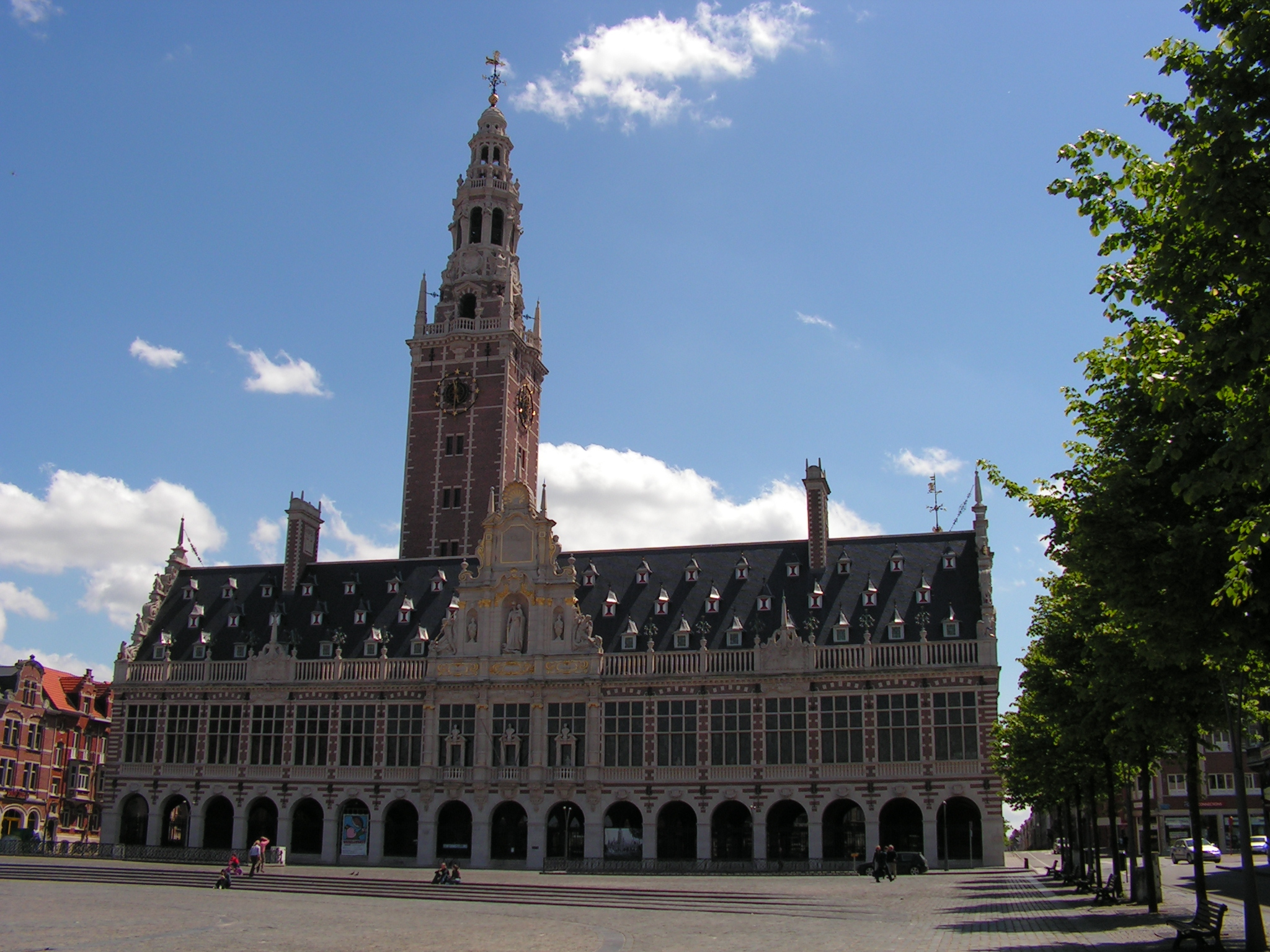
La histórica biblioteca de la Universidad Católica de Lovaina, reconstruida tras su destrucción por el ejército alemán en 1914, fue un símbolo de la identidad nacional belga

Bélgica se independizó en 1830 con una población dividida a partes iguales entre francófonos y neerlandófonos. Sin embargo, se privilegió el francés como lengua franca de las clases altas y la alta cultura. Esto se reflejaba en la Universidad Católica de Lovaina, fundada en 1835, que durante la mayor parte de su existencia impartía clases únicamente en francés, a pesar de estar situada en la región neerlandófona de Flandes. Lovaina, en particular, era una universidad de élite favorecida por los belgas del "pilar" católico y estrechamente asociada a la política católica y a la propia Iglesia.
En el siglo XIX surgió en Flandes el Movimiento Flamenco, que reclamaba un mayor estatus para la lengua neerlandesa así como promover la cultura flamenca y una mayor autonomía política para Flandes dentro de Bélgica. La oferta de enseñanza superior en neerlandés había sido una de las principales demandas, especialmente en la Universidad de Gante, donde los "flamencantes" incluso colaboraron con los miembros de la ocupación alemana para crear una universidad de habla neerlandesa (la Vlaamsche Hoogeschool o Universidad von Bissing, en Gante) en 1916. A partir de 1930, la enseñanza en Lovaina se impartía por separado en francés o neerlandés.

### Movimiento universitario y crisis
Los años sesenta fueron una época de agitación entre los jóvenes de toda Europa y del mundo, caracterizada por las protestas estudiantiles y la "contracultura". En Francia, esto culminaría en los disturbios estudiantiles de mayo de 1968. El descontento de los estudiantes en Bélgica también se vio favorecido por el rápido aumento del número de estudiantes en muchas universidades, sin que hubiera un aumento paralelo en las instalaciones.
Por otra parte, en la década de 1960 el Movimiento Flamenco, había vuelto a cobrar impulso. Así, en 1962, se delimitaron las fronteras lingüísticas dentro de Bélgica y se designó a Bruselas como ciudad bilingüe. Además, en 1967 se adoptó una versión oficial en neerlandés de la Constitución belga, que por más de 130 años había sido sólo una traducción sin valor legal. A finales de la década de 1960, los principales partidos políticos belgas se empezaron a dividir en alas flamencas o francófonas, y se produjo la aparición del primer gran partido nacionalista flamenco, la Volksunie (Unión Popular). Los objetivos del Movimiento Flamenco empezaron a pasar cada vez más de la exigencia del bilingualiismo a la del unilingualismo regional, principio reconocido por las leyes Gilson de 1962. Esto hizo que las secciones francesa y neerlandesa de Lovaina fueran efectivamente autónomas, pero los flamencos empezaron a exigir que la universidad se dividiera formalmente. Desde hacía bastante tiempo, los flamencos exigían el cierre de la sección francófona de la Universidad Católica de Lovaina (UCL), situada en la provincia monolingüe del Brabante Flamenco, desde que se fijó definitivamente la frontera lingüística en 1962. A estas reivindicaciones, se oponían el rechazo categórico tanto del poder organizador de la Universidad como la posición de los obispos belgas.
Las medidas tomadas como el desdoblamiento lingüístico de los cursos, el bilingüismo administrativo y el aumento creciente de profesores flamencos no fueron suficientes para satisfacer las exigencias flamencas que continuaban percibiendo que se trataba de una universidad francófona en territorio flamenco.
El 5 de noviembre de 1967, treinta mil flamencos, entre ellos 27 parlamentarios del ala flamenca del Partido Social Cristiano de Bélgica (CVP), desfilaron por las calles de Amberes para exigir la partida de los estudiantes francófonos de Lovaina basados en el unilingüismo regional y el derecho a su tierra. Después de esta manifestación, los estudiantes flamencos, desfilaban todos los días por las calles de Lovaina al grito de Walen buiten ("Fuera valones") y Leuven Vlaams ("Lovaina flamenca"). En respuesta, muchos estudiantes francófonos viajaron a la pequeña aldea de Houte-Si-Plou, en la Valonia francófona, para crear una satírica "Universidad de Houte-Si-Plou." Manifestaciones violentas continuaron en Lovaina.
El gobierno de Paul Vanden Boeynants y la Iglesia Católica intentaron llegar a un compromiso, pero esto resultó imposible cada vez que las actitudes de ambas partes se endurecieron. Las negociaciones entre las dos facciones durante enero y febrero de 1968 fracasaron cuando el obispo de Brujas, Emiel Jozef De Smedt, pronunció un discurso público en el que abogaba por que la universidad se dividiera. Esto pareció marcar una ruptura en la posición de la Iglesia. El 6 de febrero, el gobierno de coalición de Vanden Boeynants se derrumbó como consecuencia de la crisis.
Enseguida de las elecciones gubernamentales provocadas por esta disputa, que llevaron a Gaston Eyskens al cargo de primer ministro, el poder organizador de la Universidad aprobó el 18 de septiembre de 1968 un nuevo plan de expansión de la sección francófona de la Universidad Católica de Lovaina. Algunas semanas más tarde, un nuevo reglamento oficializó la escisión entre la Katholieke Universiteit Leuven (KUL) y la Université catholique de Louvain (UCL). Esta última debía establecerse progresivamente en la región del Brabante Valón, así como en Woluwé-Saint-Lambert/Sint-Lambrechts-Woluwe, para la Facultad de Medicina.

## Repercusiones

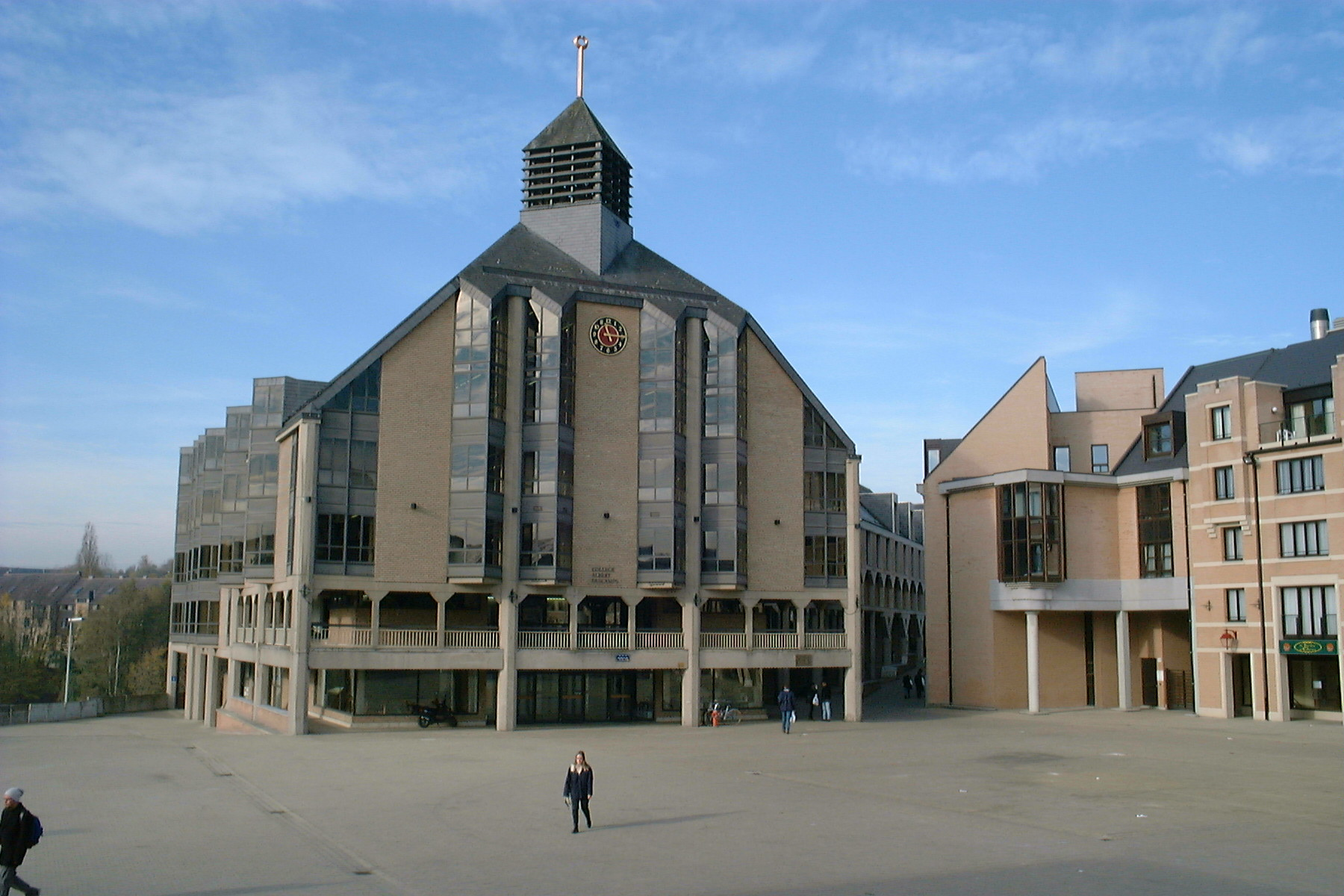
Vista de Lovaina-la-Nueva, ciudad planificada construida después de 1971 para albergar la sección francesa de la universidad

Una vez impuesta la voluntad de la comunidad flamenca de Lovaina de que los profesores y estudiantes francófonos abandonaran esta ciudad, el poder político tomó la decisión de crear una nueva ciudad que alojara a la sección francófona de la universidad, ciudad planificada que recibió el nombre de Lovaina-la-Nueva. Las obras de construcción de Lovaina-la-Nueva comenzaron en 1971. La UCL se trasladó a la ciudad poco después, y sigue allí hasta hoy.
La crisis lingüística de Lovaina marcó el inicio de una serie de escisiones institucionales por razones lingüísticas. La Universidad Libre de Bruselas, fundada en 1834, se escindió en 1969, creando la Université libre de Bruxelles (ULB) y Vrije Universiteit Brussel (VUB). En el ámbito político, la crisis de Lovaina puso de manifiesto la división entre las facciones francófona y neerlandófona del Partido Social Cristiano, especialmente en las elecciones de 1968, en las que ambas facciones hicieron campaña con manifiestos diferentes. La escisión se formalizó en 1972, cuando el antiguo partido se dividió según criterios lingüísticos en el Parti social chrétien y el Christelijke Volkspartij. Tendencias similares se reflejaron en otros partidos importantes, como el Partido Liberal, que se había dividido en 1961 y se separó formalmente en 1972. El Partido Socialista belga sobrevivió intacto hasta 1978, cuando también se dividió. La crisis de Lovaina también provocó el rápido ascenso de partidos políticos regionalistas, como la Volksunie en Flandes y el Front Démocratique des Francophones en Bruselas.
En 1970, el gobierno de Eyskens aprobó la primera reforma estatal que marcó el inicio de la evolución de Bélgica hacia un estado federal. Las reformas crearon tres "comunidades" autónomas con responsabilidad en cuestiones culturales como la radiodifusión pública.